# Marainviller
Marainviller – miejscowość i gmina we Francji, w regionie Grand Est, w departamencie Meurthe i Mozela.
Według danych na rok 1990 gminę zamieszkiwały 642 osoby, a gęstość zaludnienia wynosiła 38 osób/km² (wśród 2335 gmin Lotaryngii Marainviller plasuje się na 513. miejscu pod względem liczby ludności, natomiast pod względem powierzchni na miejscu 268.).